# Poul Arnt Thomsen
Poul Arnt Thomsen, även kallad Paul Arnt Thompsen, född 11 augusti 1928 i Köpenhamn, död 10 november 2008, var en dansk arkitekt och scenograf.
Han har gjort scenografin till en rad danska TV-produktioner.
Poul Arnt Thomsen var 1956 till 1983 gift med den svenska skådespelaren Karin Bertling (född 1937).

## Filmografi i urval

### Scenografi
- 1964 – Hamlet at Elsinore (TV)
- 1966 – Jag – en älskare
- 1967 – Far laver sovsen
- 1970 – Mellem fem og syv (TV)
- 1971 – Tykke Olsen (TV)
- 1971 – Det moderne menneskes muligheder for sjælelige oplevelser i en teknisk tid (TV)
- 1972 – Sejle op ad åen (TV)
- 1972 – Stoppested (TV)
- 1973 – Højt spil om tændstikker (TV)
- 1974 – Fjernsynet flimrer (TV)
- 1975 – Ørkenens luftsyn (TV)
- 1975 – Ejendomsretten (TV)
- 1975 – Luder (TV)
- 1976 – Lurifax (TV)
- 1987 – Omsen & Momsen (TV)
- 1988 – Louis' sommersjov (TV)
- 1993 – Tre ludere og en lommetyv (TV) (1 avsnitt)